# Les Salles
Les Salles és un municipi francès situat al departament del Loira i a la regió d'Alvèrnia-Roine-Alps. L'any 2007 tenia 472 habitants.

## Demografia

### Població
El 2007 la població de fet de Les Salles era de 472 persones. Hi havia 194 famílies de les quals 52 eren unipersonals (36 homes vivint sols i 16 dones vivint soles), 79 parelles sense fills, 55 parelles amb fills i 8 famílies monoparentals amb fills.
La població ha evolucionat segons el següent gràfic:
Habitants censats

### Habitatges
El 2007 hi havia 287 habitatges, 202 eren l'habitatge principal de la família, 72 eren segones residències i 13 estaven desocupats. 260 eren cases i 27 eren apartaments. Dels 202 habitatges principals, 147 estaven ocupats pels seus propietaris, 47 estaven llogats i ocupats pels llogaters i 8 estaven cedits a títol gratuït; 1 tenia una cambra, 16 en tenien dues, 29 en tenien tres, 47 en tenien quatre i 110 en tenien cinc o més. 154 habitatges disposaven pel capbaix d'una plaça de pàrquing. A 78 habitatges hi havia un automòbil i a 109 n'hi havia dos o més.

### Piràmide de població
La piràmide de població per edats i sexe el 2009 era:
| Homes | Edats   | Dones |
| ----- | ------- | ----- |
| 0     | 95 o +  | 0     |
| 0     | 90 a 94 | 0     |
| 0     | 85 a 89 | 8     |
| 4     | 80 a 84 | 4     |
| 12    | 75 a 79 | 12    |
| 8     | 70 a 74 | 4     |
| 8     | 65 a 69 | 20    |
| 8     | 60 a 64 | 8     |
| 12    | 55 a 59 | 8     |
| 8     | 50 a 54 | 8     |
| 32    | 45 a 49 | 12    |
| 12    | 40 a 44 | 20    |
| 16    | 35 a 39 | 12    |
| 16    | 30 a 34 | 12    |
| 16    | 25 a 29 | 12    |
| 16    | 20 a 24 | 16    |
| 16    | 15 a 19 | 12    |
| 20    | 10 a 14 | 16    |
| 24    | 5 a 9   | 0     |
| 8     | 0 a 4   | 12    |

## Economia
El 2007 la població en edat de treballar era de 314 persones, 258 eren actives i 56 eren inactives. De les 258 persones actives 243 estaven ocupades (136 homes i 107 dones) i 15 estaven aturades (4 homes i 11 dones). De les 56 persones inactives 23 estaven jubilades, 13 estaven estudiant i 20 estaven classificades com a «altres inactius».

### Ingressos
El 2009 a Les Salles hi havia 188 unitats fiscals que integraven 424 persones, la mediana anual d'ingressos fiscals per persona era de 14.854 €.

### Activitats econòmiques
Dels 30 establiments que hi havia el 2007, 5 eren d'empreses de fabricació d'altres productes industrials, 2 d'empreses de construcció, 9 d'empreses de comerç i reparació d'automòbils, 2 d'empreses de transport, 5 d'empreses d'hostatgeria i restauració, 1 d'una empresa financera, 1 d'una empresa immobiliària i 5 d'empreses de serveis.
Dels 5 establiments de servei als particulars que hi havia el 2009, 2 eren tallers de reparació d'automòbils i de material agrícola, 1 electricista i 2 restaurants.
Dels 2 establiments comercials que hi havia el 2009, 1 era una botiga de menys de 120 m² i 1 una carnisseria.
L'any 2000 a Les Salles hi havia 23 explotacions agrícoles que ocupaven un total de 741 hectàrees.

## Equipaments sanitaris i escolars
El 2009 hi havia una escola maternal integrada dins d'un grup escolar amb les comunes properes formant una escola dispersa.

## Poblacions més properes
El següent diagrama mostra les poblacions més properes.